# Beda Allemann
Pour les articles homonymes, voir Allemann.
 (novembre 2009).
Si vous disposez d'ouvrages ou d'articles de référence ou si vous connaissez des sites web de qualité traitant du thème abordé ici, merci de compléter l'article en donnant les références utiles à sa vérifiabilité et en les liant à la section « Notes et références ».
Beda Allemann, né à Olten en Suisse le 3 avril 1926 et mort à Bonn en Allemagne le 19 août 1991, est un critique littéraire et théoricien de la littérature allemande.

## Biographie
Il étudie les lettres, l’art et la philosophie à l’université de Zurich, où il soutient sa thèse de doctorat (1953) et sa thèse d’habilitation (1955).
D’abord chargé de cours à l'université libre de Berlin et à l'université de Leyde, puis lecteur d’allemand à l’École normale supérieure de Paris en même temps que Paul Celan, il enseigne ensuite à Kiel et à Wurtzbourg avant d’accomplir l’essentiel de sa carrière, de 1967 à sa mort, à l’université de Bonn, où il enseigne la littérature et l’histoire de la littérature allemande moderne.
Profondément marqué par les travaux d’Emil Staiger et de Martin Heidegger, il consacre sa thèse à l’interprétation heideggerienne de Hölderlin, publiée en 1954 sous le titre Hölderlin und Heidegger. Le livre est traduit en français dès 1959 par François Fédier, traducteur de Heidegger en France, et contribuera beaucoup à la réception de Hölderlin en France dans les milieux intellectuels français.
Il collabore à l’édition critique des œuvres de Paul Celan, publiées chez Suhrkamp. Ses travaux et publications portent aussi sur Heinrich von Kleist, Franz Kafka, Rainer Maria Rilke, Nietzsche, Gottfried Benn.

## Œuvres
- Hölderlin und Heidegger, Atlantis, Freiburg, 1954
- Hölderlins Friedensfeier, Neske, Pfullingen, 1955
- Ironie und Dichtung, Neske, Pfullingen, 1956
- Über das Dichterische, Neske, Pfullingen, 1957
- Zeit und Figur beim späten Rilke : Ein Beitrag zur Poetik des modernen Gedichtes, Neske, Pfullingen, 1961
- Gottfried Benn. Das Problem der Geschichte, Neske, Pfullingen, 1963
- Nietzsches Poetologie, édité par K. Naderer, Naderer, Bonn, 1993
- Zeit und Geschichte im Werk Kafkas, édité par D. Kaiser et N. Lohse, Wallstein, Göttingen, 1998
- Heinrich von Kleist : Ein dramaturgisches Modell, édité par E. Oehlenschläger, Aisthesis, Bielefeld, 2005

Œuvres traduites en français
- Hölderlin et Heidegger : Recherche de la relation entre poésie et pensée, traduit par François Fédier, Paris, PUF, coll. « Épiméthée », 1959 (2e édition revue et corrigée 1987)
- « Kafka et l'histoire », in L’Endurance de la pensée : pour saluer Jean Beaufret, Paris, Plon, 1968
- « De l’ironie en tant que principe littéraire », in Poétique, no 36, 1978
- « Problèmes d’un commentaire de Celan (À propos de l'édition critique en cours) », in Contre-Jour. Études sur Paul Celan, édité par Martine Broda, Paris, Les Éditions du Cerf, 1986
- « Hölderlin entre les Anciens et les Modernes », traduit par François Fédier, in Cahier de l'Herne Hölderlin, Paris, 1989
- « Rilke et Mallarmé », traduit par Philippe Préaux, in Po&sie, 126, 2009